# Fabienna sphaerica
Fabienna sphaerica is een hydroïdpoliep uit de familie Magapiidae. De poliep komt uit het geslacht Fabienna. Fabienna sphaerica werd in 1996 voor het eerst wetenschappelijk beschreven door Schuchert. 